# Contaminación del aire en India

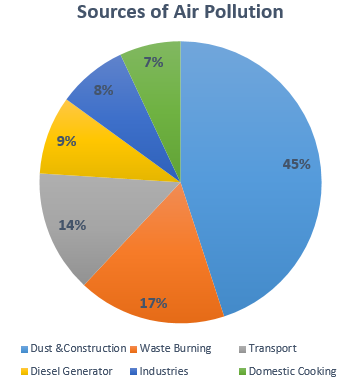
La construcción y el polvo contribuyen aproximadamente al 59% de la contaminación del aire en India, el cual está seguido por la quema de residuos en áreas rurales. El polvo originado por la construcción, se produce mayoritariamente en los cascos urbanos, mientras que los residuos que se queman están en las áreas rurales. (agricultura).

La contaminación del aire en la India es un problema de salud grave. De las 30 ciudades más contaminadas del mundo, 21 estaban en India en 2019. Según un estudio basado en datos de 2016, al menos 140 millones de personas en India respiran aire 10 veces o más, por encima del límite de seguridad de la OMS y 13 de las 21 ciudades del mundo con los niveles anuales más altos de contaminación del aire se encuentran en la India. 51% de la contaminación es causada por la industria, el 27% por los vehículos, el 17% por la quema de cultivos y el 5% por otras fuentes.  
La contaminación del aire contribuye a la muerte prematura de 2 millones de indios cada año. Un estudio de 2013 sobre no fumadores encontró que los indios tienen una función pulmonar un 30% más débil que los europeos. 
En los meses de otoño y primavera, la quema de residuos de cultivos a gran escala en los campos agrícolas son una alternativa más barata a la labranza mecánica, y es una fuente importante de contaminación por humo, smog y partículas. India tiene bajas emisiones per cápita de gases de efecto invernadero, sin embargo, el país en su conjunto es el tercer mayor productor de gases de efecto invernadero después de China y Estados Unidos.  
La Ley del Aire (Prevención y Control de la Contaminación) se aprobó en 1981 para regular la contaminación del aire, pero no lo ha logrado debido a la aplicación deficiente de esas reglas.  
En 2015, el Gobierno de la India, junto con IIT Kanpur, lanzó el Índice Nacional de Calidad del Aire. En 2019, India lanzó 'El Programa Nacional de Aire Limpio' con un objetivo nacional tentativo de reducción del 20% al 30% en las concentraciones de PM2.5 y PM10 para 2024, considerando 2017 como el año base para la comparación. Se implementará en 102 ciudades que se considera que tienen una calidad de aire peor que los Estándares Nacionales de Calidad del Aire Ambiental . Hay otras iniciativas, como un corredor ecológico verde La Gran Muralla Verde de Aravalli de 1.600 kilómetros de largo y 5 kilómetros de ancho a lo largo del rango de Aravalli desde Gujarat a Delhi, que también conectará con Shivalik.Cordillera de colinas con la plantación de 1,35 mil millones (135 crore) nuevos árboles nativos durante 10 años para combatir la contaminación. En diciembre de 2019, IIT Bombay , en asociación con la Escuela de Ingeniería McKelvey de la Universidad de Washington en St. Louis , lanzó la Instalación de Investigación de Aerosoles y Calidad del Aire para estudiar la contaminación del aire en India. Según un estudio de Lancet , casi 16.7 lakh de muertes y una pérdida estimada de 28.800 millones de dólares en producción fueron los precios de la India por el empeoramiento de la contaminación del aire en 2019. 

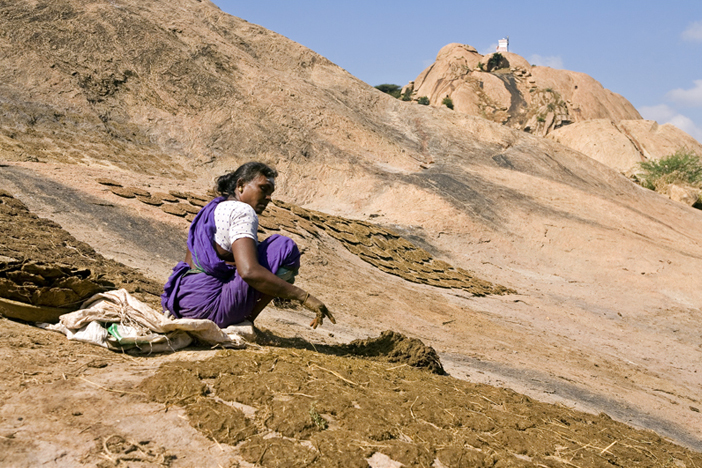
Cocinando el combustible en India rural está preparado de una mezcla mojada de hierba secada, fuelwood piezas, heno, hojas y mayoritariamente ganado/de vaca dung. Esta mezcla es patted abajo a disco-shaped pasteles, secados, y entonces utilizados tan combustible en estufas. Cuándo quema, produce humo y aire interior numeroso pollutants en concentraciones 5 tiempo más alto que carbón.

#### Pobreza energética y cocina
Una estufa de aburo rural que utiliza tortas de biomasa, leña y basura como combustible para cocinar. Las encuestas sugieren que más de 100 millones de hogares en la India usan este tipo de estufas (chullahs) que utilizan todos los días, de 2 a 3 veces al día. Los combustibles limpios y la electricidad no están disponibles en las zonas rurales y las pequeñas ciudades de la India debido a las malas carreteras rurales y la limitada infraestructura de generación de energía.
Quema de residuos de arroz después de la cosecha, para preparar rápidamente la tierra para la siembra de trigo, alrededor de Sangrur , Punjab, India
La quema de leña y biomasa es la razón principal de la neblina y el humo casi permanentes que se observan sobre las zonas rurales y urbanas de la India y en las imágenes satelitales del país. Las tortas de leña y biomasa se utilizan para cocinar y para las necesidades generales de calefacción. Estos se queman en estufas de cocina conocidas como chullah o pieza de chulha en algunas partes de la India. Estas cocinas están presentes en más de 100 millones de hogares indios y se utilizan de dos a tres veces al día, todos los días. Algunos informes, incluido uno de la Organización Mundial de la Salud, afirman que entre 300.000 y 400.000 personas mueren por contaminación del aire interior y envenenamiento por monóxido de carbono en la India debido a la quema de biomasa y el uso de chullhas. Los gases que contienen carbono liberados de los combustibles de biomasa son muchas veces más reactivos que los combustibles más limpios, como el gas licuado de petróleo. La contaminación del aire es también la principal causa de la nube marrón asiática , que está retrasando el inicio del monzón . La quema de biomasa y leña no se detendrá hasta que la electricidad o el combustible limpio y las tecnologías de combustión estén disponibles de manera confiable y se adopten ampliamente en las zonas rurales y urbanas de la India.
India es el mayor consumidor mundial de leña, desechos agrícolas y biomasa con fines energéticos. Según el estudio nacional más reciente disponible, la India usó anualmente 148,7 millones de toneladas de carbón de reemplazo de leña y biomasa para uso doméstico de energía. El consumo medio anual per cápita nacional de la India de leña, desechos agrícolas y tortas de biomasa fue de 206 kilogramos de carbón equivalente. La contribución global de la leña, incluidos el aserrín y los desechos de madera, fue de aproximadamente el 46% del total, y el resto correspondió a desechos agrícolas y tortas de estiércol de biomasa. El combustible tradicional (leña, residuos de cultivos y torta de estiércol) domina el uso doméstico de energía en las zonas rurales de la India y representa aproximadamente el 90% del total. En las zonas urbanas, este combustible tradicional constituye alrededor del 24% del total. India quema diez veces más leña cada año que los Estados Unidos; la calidad de la leña en la India es diferente de la leña seca de los Estados Unidos; y las cocinas indias en uso son menos eficientes, por lo que producen más humo y contaminantes del aire por kilogramo equivalente.

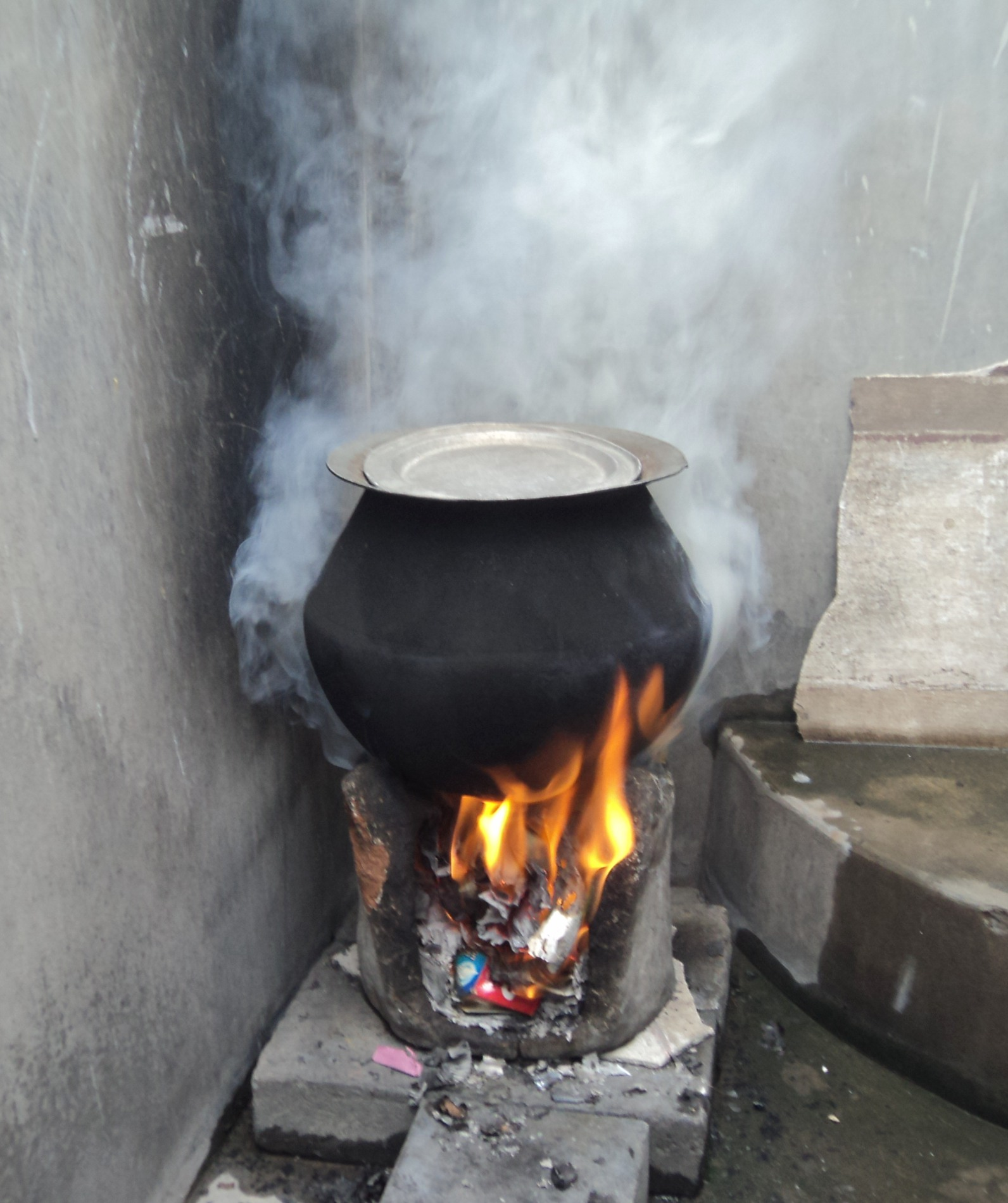
Un rural aburo la estufa que utiliza pasteles de biomasa, fuelwood y basura cuando cocinando combustible. Las encuestas sugieren encima 100 millones de casas en India utilizan tales estufas (chullahs) todos los días, 2@–3 tiempo un día. Los combustibles en llamas limpios y la electricidad son inutilizables en partes rurales y ciudades pequeñas de India debido a carreteras rurales pobres e infraestructura de generación de energía limitada.

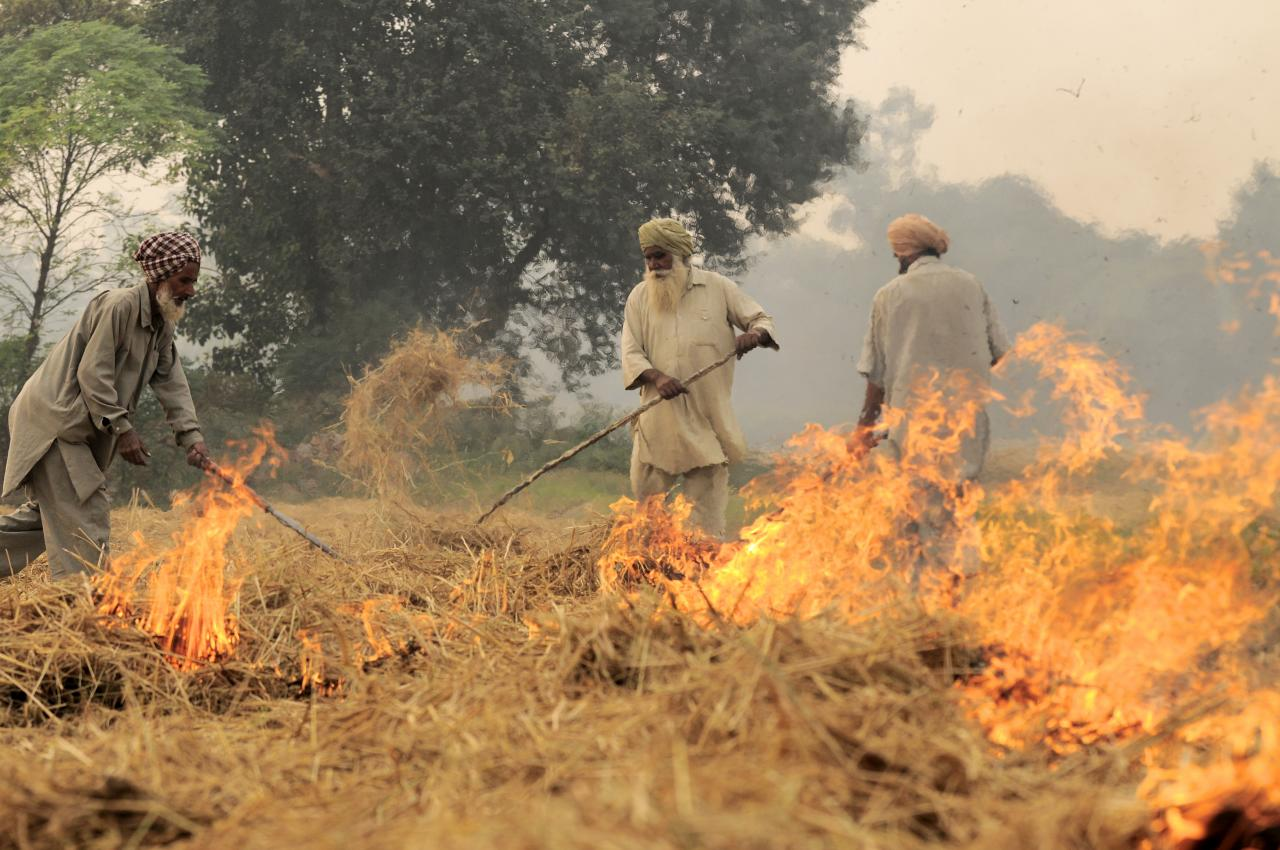
Quemando de residuos de arroz después de que cosecha, a deprisa preparar la tierra para el trigo que planta, alrededor de Sangrur, Punjab, India

#### Medidas para promover el uso de combustibles limpios
El Gobierno central y algunos gobiernos estatales han puesto en marcha distintos programas para fomentar el uso de combustibles más limpios para cocinar, por ejemplo, cambiar de biomasa o carbón a queroseno o gas licuado de petróleo. Estos programas han mejorado el acceso a cocinas más limpias en los últimos años a través de un subsidio gubernamental para el gas licuado de petróleo.

### Adulteración de combustible
Algunos taxis y rickshaws de la India funcionan con mezclas de combustible adulteradas. La adulteración de la gasolina y el diésel con combustibles de menor precio es común en el sur de Asia, incluida la India. Algunos adulterantes aumentan las emisiones de contaminantes nocivos de los vehículos, empeorando la contaminación del aire urbano. Los incentivos financieros que surgen de los impuestos diferenciales son generalmente la causa principal de la adulteración de combustibles. En la India y otros países en desarrollo, la gasolina tiene un impuesto mucho más alto que el diésel, que a su vez se grava más que el queroseno utilizado como combustible para cocinar, mientras que algunos solventes y lubricantes tienen poco o ningún impuesto.
A medida que aumentan los precios del combustible, el conductor del transporte público reduce los costos al mezclar el hidrocarburo más barato con un hidrocarburo con impuestos elevados . La mezcla puede ser de hasta un 20-30 por ciento. Para un conductor con salarios bajos, la adulteración puede generar ahorros a corto plazo que son significativos durante el mes. Las consecuencias de la contaminación del aire a largo plazo, la calidad de vida y el efecto sobre la salud simplemente se ignoran. También se ignoran la vida reducida del motor del vehículo y los costos de mantenimiento más altos, particularmente si el taxi, el auto-rickshaw o el camión se alquilan por una tarifa diaria.
El combustible adulterado aumenta las emisiones de escape de hidrocarburos (HC), monóxido de carbono (CO), óxidos de nitrógeno (NO x ) y material particulado (PM). Las emisiones de toxinas al aire, que entran en la categoría de emisiones no reguladas, de principal preocupación son el benceno y los hidrocarburos poliaromáticos (HAP), ambos carcinógenos bien conocidos. El queroseno es más difícil de quemar que la gasolina, su adición da como resultado niveles más altos de emisiones de HC, CO y PM incluso en automóviles equipados con catalizador. El mayor nivel de azufre del queroseno es otro problema

### Congestión de tráfico
La congestión del tráfico es grave en las ciudades y pueblos de la India. La congestión del tráfico se debe a varias razones, algunas de las cuales son: aumento del número de vehículos por kilómetro de carreteras disponibles, falta de autopistas de carriles divididos dentro de la ciudad y redes de autopistas dentro de la ciudad, falta de autopistas entre ciudades , accidentes de tráfico y caos debido a la aplicación deficiente de las leyes de tráfico.
La congestión del tráfico reduce la velocidad media del tráfico. A bajas velocidades, los estudios científicos revelan que los vehículos queman combustible de manera ineficiente y contaminan más por viaje. Por ejemplo, un estudio en los Estados Unidos encontró que para el mismo viaje, los autos consumían más combustible y contaminan más si el tráfico estaba congestionado que cuando el tráfico fluía libremente. A una velocidad media de viaje de entre 20 y 40 kilómetros por hora, la emisión de contaminantes de los coches era el doble que cuando la velocidad media era de 55 a 75 kilómetros por hora. A velocidades de viaje promedio de entre 5 y 20 kilómetros por hora, las emisiones contaminantes de los automóviles eran de 4 a 8 veces más altas que cuando la velocidad promedio era de 55 a 70 kilómetros por hora. manera similar, la eficiencia del combustible fue mucho peor con la congestión del tráfico.
El estancamiento del tráfico en Delhi y otras ciudades de la India es extremo. Se ha demostrado que esto da lugar a una acumulación de contaminación local, especialmente en condiciones de estancamiento. La velocidad media de viaje en muchas carreteras urbanas de la India es inferior a 20 kilómetros por hora; un viaje de 10 kilómetros puede durar 30 minutos o más. A tales velocidades, los vehículos en la India emiten contaminantes del aire de 4 a 8 veces más de lo que lo harían con menos congestión del tráfico; Los vehículos indios también consumen mucho más combustible de huella de carbono por viaje, de lo que consumirían si la congestión del tráfico fuera menor. Las emisiones de partículas y metales pesados aumentan con el tiempo porque el crecimiento de la flota y el kilometraje supera los esfuerzos para frenar las emisiones. 
En ciudades como Bangalore , alrededor del 50% de los niños padecen asma . 

### Emisiones de gases de efecto invernadero

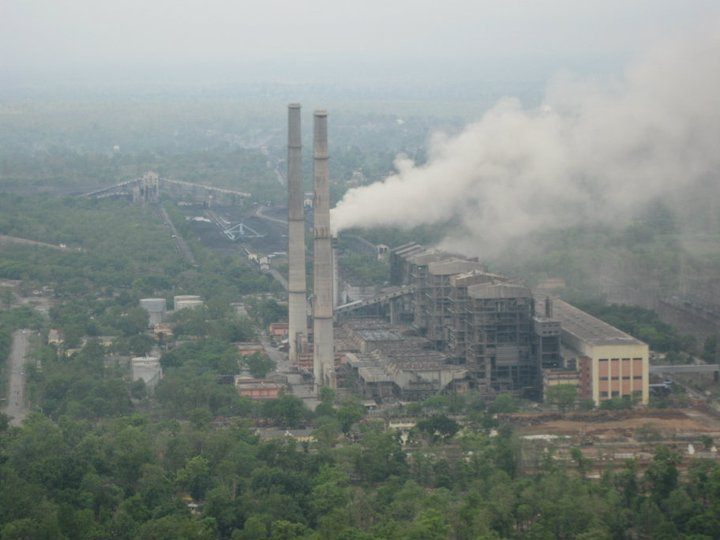
Central eléctrica de carbón Satpura

El cambio climático en India está teniendo efectos profundos en India, que ocupa el cuarto lugar en la lista de países más afectados por el cambio climático en el período de 1996 a 2015. India emite alrededor de 3 gigatoneladas ( Gt ) CO 2eq de gases de efecto invernadero cada uno. año; alrededor de dos toneladas y media por persona, que es menos que el promedio mundial. El país emite el 7% de las emisiones globales. El aumento de temperatura en la meseta tibetana está provocando el retroceso de los glaciares del Himalaya., amenazando el caudal del Ganges, Brahmaputra, Yamuna y otros ríos importantes. Un informe de 2007 del Fondo Mundial para la Naturaleza (WWF) afirma que el río Indo puede secarse por la misma razón. La frecuencia y la potencia de las olas de calor están aumentando en la India debido al cambio climático. Se prevé que los deslizamientos de tierra graves y las inundaciones sean cada vez más comunes en estados como Assam . El Instituto Indira Gandhi de Investigación para el Desarrollo ha informado que, si las predicciones relativas al calentamiento global hechas por el Panel Intergubernamental sobre Cambio ClimáticoCuando se materialicen, los factores relacionados con el clima podrían hacer que el PIB de la India disminuya hasta en un 9%. Contribuyendo a esto, habría temporadas de crecimiento cambiantes para cultivos importantes como el arroz, cuya producción podría caer en un 40%.

## Efectos

### Costos para la salud de la contaminación del aire

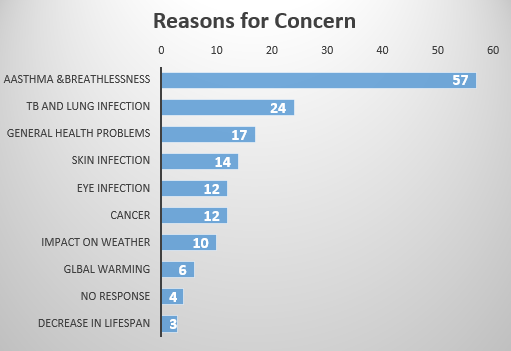
El asma es el principal problema de salud que enfrentan los indios. No es sorprendente que represente más del 50% de los problemas de salud causados por la contaminación del aire.
El motivo más importante de preocupación por el empeoramiento de la contaminación del aire en el país es su efecto sobre la salud de las personas. La exposición prolongada a partículas en suspensión puede provocar enfermedades respiratorias y cardiovasculares como asma, bronquitis, EPOC , cáncer de pulmón y ataque cardíaco. El Estudio de la Carga Global de Enfermedades para 2010, publicado en 2013, encontró que la contaminación del aire exterior era la quinta causa de muerte en India y alrededor de 620.000 muertes tempranas ocurrieron por enfermedades relacionadas con la contaminación del aire en 2010. Según un estudio de la OMS, 13 de las 20 ciudades más contaminadas del mundo se encuentran en la India; sin embargo, el Gobierno de la India cuestionó la precisión y la metodología del estudio de la OMS. India también tiene uno de los números más altos depacientes con EPOC y el mayor número de muertes por EPOC.
Más de un millón de indios mueren prematuramente cada año debido a la contaminación del aire, según la organización sin fines de lucro Health Effects Institute. Más de dos millones de niños, la mitad de los niños de Delhi, tienen anomalías en la función pulmonar, según el Instituto del Corazón y los Pulmones de Delhi. Durante la última década, la contaminación del aire ha aumentado significativamente en la India. El asma es el problema de salud más común que enfrentan los indios y representa más de la mitad de los problemas de salud causados por la contaminación del aire. 
El Estudio de Carga Global de Enfermedad de 2017 analizado en un informe de The Lancet indicó que el 76,8% de los indios están expuestos a partículas ambientales más altas de más de 40 μg / m 3 , lo que está significativamente por encima del límite nacional reiniciado por las directrices nacionales sobre contaminación del aire ambiental. . El estudio estimó que de 480,7 millones de años de vida ajustados por discapacidad en la India, el 4,4% podría atribuirse a la contaminación ambiental por partículas y 15,8 millones de ellos fueron el resultado de la contaminación del aire en los hogares. En términos de esperanza de vida promedio, se sugiere que la esperanza de vida promedio en la India aumentaría en 1,7 años si la exposición se limitara a las recomendaciones mínimas nacionales. 
Se estima que la contaminación del aire ambiental en la India causa 670.000 muertes al año y agrava particularmente las afecciones respiratorias y cardiovasculares, como la bronquitis crónica, el cáncer de pulmón y el asma. La contaminación del aire ambiental está relacionada con un aumento en las visitas al hospital, con una mayor concentración de partículas contaminantes al aire libre que resulta en aumentos de las visitas a la sala de emergencias de entre el 20 y el 25% para una variedad de condiciones asociadas con una mayor exposición a la contaminación del aire. Aproximadamente el 76% de los hogares en las zonas rurales de la India dependen de la biomasa sólida para cocinar, lo que contribuye aún más a la carga de morbilidad de la contaminación del aire ambiental que experimenta la población de la India. 

### Tendencias en todo el estado
Según la OMS, India tiene 14 de las 15 ciudades más contaminadas del mundo en términos de concentraciones de PM 2.5. Otras ciudades indias que registraron niveles muy altos de contaminantes PM2.5 son Delhi, Patna, Agra, Muzaffarpur, Srinagar, Gurgaon, Jaipur, Patiala y Jodhpur, seguidas de Ali Subah Al-Salem en Kuwait y algunas ciudades de China y Mongolia. 
El índice de calidad del aire (AQI) es un número que se utiliza para comunicar el nivel de contaminación del aire y esencialmente le indica el nivel de contaminación del aire en una ciudad determinada en un día determinado. El AQI de Delhi fue colocado en la categoría "más severo" cuando tocó 574, por el Sistema de Calidad del Aire y Pronóstico e Investigación del Tiempo. En mayo de 2014, la Organización Mundial de la Salud anunció a Nueva Delhi como la ciudad más contaminada del mundo. En noviembre de 2016, el gran smog de Delhi fue un evento ambiental que vio a Nueva Delhi y las áreas adyacentes en una densa capa de smog, que fue el peor en 17 años
| Ciudades  | Niveles PM2.5 |
| --------- | ------------- |
| Delhi     | 153           |
| Patna     | 149           |
| Gwalior   | 144           |
| Raipur    | 134           |
| Ahmedabad | 100           |
| Lucknow   | 96            |
| Firozabad | 96            |
| Kanpur    | 93            |
| Amritsar  | 92            |
| Ludhiana  | 91            |
| Allahabad | 88            |
| Agra      | 88            |
| Khanna    | 88            |

Contaminación atmosférica 2018 en Nueva Delhi Un aumento del 14 de junio fue causado por tormentas de polvo provocadas por una combinación de calor extremo y fuertes vientos descendentes.

La Junta Central de Control de la Contaminación de la India ahora monitorea rutinariamente cuatro contaminantes del aire, a saber, dióxido de azufre (SO2), óxidos de nitrógeno (NOx), partículas en suspensión (SPM) y partículas respirables (PM10). Estos son contaminantes del aire objetivo para el monitoreo regular en 308 estaciones operativas en 115 ciudades / pueblos en 25 estados y 4 Territorios de la Unión de la India. La monitorización de parámetros meteorológicos como la velocidad y dirección del viento, la humedad relativa y la temperatura también se ha integrado con la monitorización de la calidad del aire. El monitoreo de estos contaminantes se realiza durante 24 horas (muestreo de contaminantes gaseosos cada 4 horas y muestreo de material particulado cada 8 horas) con una frecuencia de dos veces por semana, para obtener 104 observaciones en un año.
Las principales conclusiones de la junta central de control de la contaminación de la India son: 
- La mayoría de las ciudades indias continúan violando los objetivos de PM10 de calidad del aire de la India y del mundo. La contaminación por material particulado respirable sigue siendo un desafío clave para la India. A pesar del incumplimiento general, algunas ciudades mostraron una mejora mucho mayor que otras. Se ha observado una tendencia decreciente en los niveles de PM10 en ciudades como Solapur y Ahmedabad durante los últimos años. Esta mejora puede deberse a las medidas locales tomadas para reducir el azufre en el diésel y a la estricta aplicación de la ley por parte del gobierno.
- Se ha observado una tendencia decreciente en los niveles de dióxido de azufre en áreas residenciales de muchas ciudades como Delhi , Mumbai , Lucknow , Bhopal durante los últimos años. La tendencia a la baja en los niveles de dióxido de azufre puede deberse a las normas de combustibles limpios recientemente introducidas y al uso cada vez mayor de GLP como combustible doméstico en lugar de carbón o leña, y al uso de GNC en lugar de diésel en ciertos vehículos.
- Se ha observado una tendencia decreciente en los niveles de dióxido de nitrógeno en áreas residenciales de algunas ciudades como Bhopal y Solapur durante los últimos años. La tendencia a la baja en los niveles de dióxido de azufre puede deberse a las normas de emisión de vehículos recientemente introducidas y al uso cada vez mayor de GLP como combustible doméstico en lugar de carbón o leña.
- La mayoría de las ciudades de la India superan con creces los niveles aceptables de material particulado en suspensión. Esto puede deberse a la quema de residuos y biomasa, vehículos, emisiones de centrales eléctricas, fuentes industriales.
- Las estaciones de monitoreo de la calidad del aire de la India informaron niveles más bajos de PM10 y partículas en suspensión durante los meses de monzón, posiblemente debido a la deposición húmeda y al lavado del aire por la lluvia. Se observaron niveles más altos de partículas durante los meses de invierno posiblemente debido a alturas de mezcla más bajas y condiciones más tranquilas. En otras palabras, la calidad del aire de la India empeora en los meses de invierno y mejora con el inicio de la temporada de monzones.
- El nivel medio anual de emisiones de SOx y NOx y las infracciones periódicas en las zonas industriales de la India fueron significativa y sorprendentemente más bajas que las emisiones y las infracciones en las zonas residenciales de la India.
- De las cuatro principales ciudades indias, la contaminación del aire fue constantemente peor en Delhi , cada año durante un período de 5 años (2004-2018). Kolkata fue un segundo cercano, seguido por Mumbai . La contaminación del aire de Chennai fue la menor de las cuatro.

## Pasos seguidos
- El gobierno de Delhi lanzó una regla de pares pares en noviembre de 2017 que se basa en el método de racionamiento pares pares : esto significaba que los automóviles que circulaban con matrículas terminadas en dígitos impares solo podían conducirse en ciertos días de la semana, mientras que el Incluso los coches digitales se pueden conducir los días restantes de la semana.
- Los gobiernos locales de varios estados también implementaron medidas como normas más estrictas sobre emisiones de vehículos, sanciones más altas por quemar basura y un mejor control del polvo de la carretera.
- El gobierno de la India se ha comprometido a reducir en un 50% el número de hogares que utilizan combustible sólido para cocinar
- Algunas metas establecidas para el futuro son:
  - Limpiar el sector del transporte mediante la introducción de 1,000 autobuses eléctricos de transporte público en sus 5,50 pies de cuerdas.
  - Actualice todos los vehículos con motor de combustión de combustibles fósiles a los estándares de emisiones BS6
  - Cumplir con el objetivo de que el 25% de los vehículos privados funcionen con electricidad para 2023
  - Energía renovable en todas las centrales eléctricas
  - Proporcionar a los agricultores una máquina llamada Happy Seeder que convierte los residuos agrícolas en fertilizante.
  - Analice los datos de salud y estudie la eficiencia de diferentes sistemas de filtración de habitaciones en áreas donde la contaminación del aire interior es más alta.
  - Identificar formas efectivas de informar al público sobre los datos de contaminación del aire.
  - Lanzar nuevos programas de ciencia ciudadana para documentar mejor las exposiciones
  - Reducir las emisiones de carbono: "Según el Grupo Intergubernamental de Expertos sobre el Cambio Climático, para limitar el calentamiento muy por debajo de los 2 grados Celsius, las emisiones de CO2 deberían disminuir en aproximadamente un 20% para 2030 y llegar a cero neto alrededor de 2075; para limitar el calentamiento por debajo de 1,5 grados Celsius, Las emisiones de CO2 deberían disminuir en un 50% para 2030 y llegar a cero neto hacia 2050 ... "